# Coup de foudre (film, 1944)
Pour les articles homonymes, voir Coup de foudre (homonymie) et Together Again.
Pour plus de détails, voir Fiche technique et Distribution.
Coup de foudre (Together Again) est un film américain en noir et blanc réalisé par Charles Vidor, sorti en 1944.

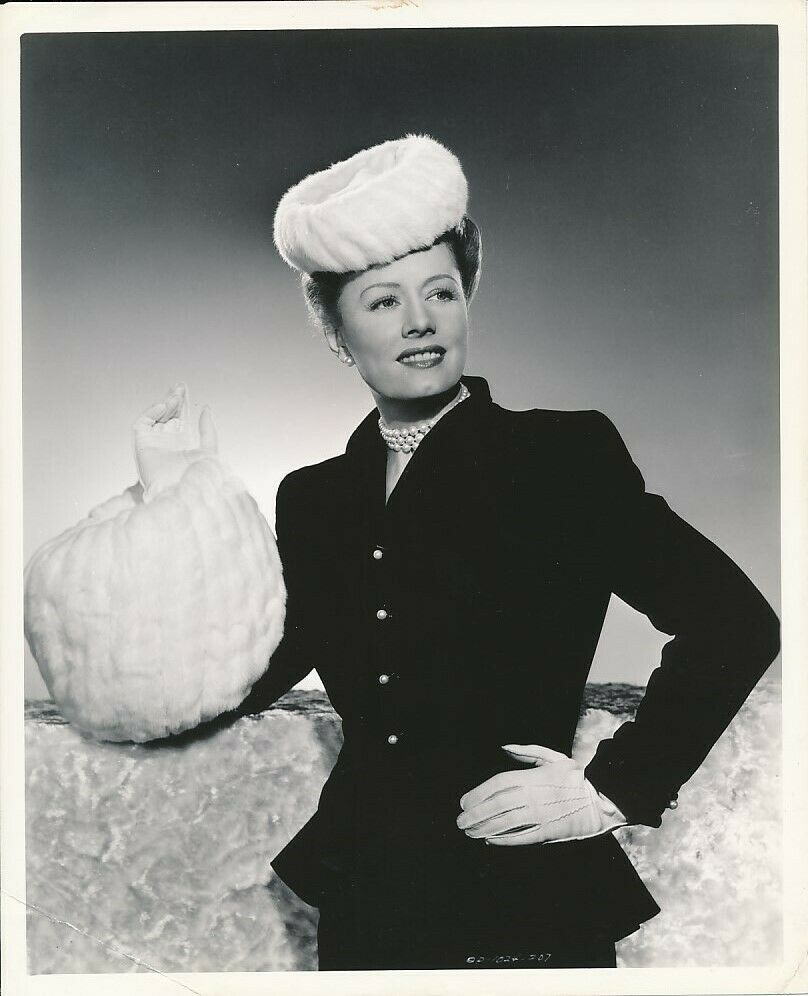
Irene Dunne

## Synopsis
Une jeune femme, Mme Crandall, maire d'une petite ville de province, arrive à New-York afin d'y rencontrer un sculpteur célèbre, Corday, en vue de lui commander la statue de son défunt mari, grand notable et descendant des fondateurs de la ville. Dès leur première rencontre, c'est le "Coup de foudre" . Mais Mme Crandall, à la mort de son mari, a promis à sa fille de ne pas se remarier. En s'apercevant qu'elle est tombée amoureuse de Corday, la voilà terrorisée par la perspective de devoir rompre sa promesse si elle lui commande la statue, et le fait venir pour cela dans sa province.
Elle s'enfuit en refusant de revoir Corday, et retourne dans sa maison. Dès le lendemain, Corday arrive à l'improviste. Après mille péripéties, tout finira par s'arranger, avec l'aide de son père et de sa grande jeune-fille.

## Fiche technique
- Titre : Coup de foudre
- Titre original : Together Again
- Réalisation : Charles Vidor
- Productrice : Virginia Van Upp
- Production : Columbia Pictures
- Scénario : F. Hugh Herbert et Virginia Van Upp d'après une histoire d'Herbert J. Biberman et Stanley Russell
- Coach dialogues : Mel Ferrer
- Musique : Werner R. Heymann
- Photo : Joseph Walker
- Montage : Otto Meyer
- Direction artistique : Stephen Goosson et Van Nest Polglase
- Costumes : Jean Louis
- Pays d'origine : États-Unis
- Distribution : Columbia Pictures
- Langue : anglais
- Format : noir et blanc - Son Mono
- Genre : Comédie romantique
- Durée : 93 min
- Dates de sortie : 
  -  États-Unis : 22 décembre 1944
  -  France : 7 mai 1947

## Distribution
- Irene Dunne : Anne Crandall
- Charles Boyer : George Corday
- Charles Coburn : Jonathan Crandall Sr.
- Mona Freeman : Diana Crandall
- Jerome Courtland : Gilbert Parker
- Elizabeth Patterson : Jessie
- Charles Dingle : Morton Buchanan

Acteurs non crédités
- Walter Baldwin : Witherspoon
- Janis Carter : Mlle Thorn
- Dudley Dickerson : un porteur
- Fern Emmett : Lillian
- Frank Puglia : Leonardo
- Shelley Winters : la jeune femme